# Art rupestre de Zuojiang Huashan
El paisatge cultural d'art rupestre de Zuojiang Huashan (en xinès: 花山 壁画; en pinyin: Huāshān Bìhuà) és una extensa àrea de pintures rupestres que es varen pintar en penya-segats de pedra calcària situats a Guangxi, al sud de la Xina. Aquestes pintures daten de fa centenars de segles i es troben a la riba oest del riu Ming (xinès: 明 江, pinyin: Ming Jiāng, literalment, 'riu brillant'), un afluent del riu Zuojiang. L'àrea, amb 38 llocs d'art rupestre que il·lustren la vida i els ritus del poble luoyue, forma part de la reserva natural de Nonggang i pertany a la ciutat de Yaoda, al comtat de Ningming. El 15 de juliol de 2016, el paisatge cultural d'art rupestre de Zuojiang Huashan fou inclòs a la llista del Patrimoni de la Humanitat de la UNESCO.

## Característiques
Les pintures es troben entre 30 metres i 90 metres per sobre del nivell de l'aigua del riu. L'àrea principal pintada al llarg del penya-segat té una amplada d'uns 170 metres i una alçada d'uns 40 metres i és una de les pintures rupestres més grans de la Xina. Conté prop de 1900 imatges disposades en uns 110 grups. Les pintures són d'un color vermellós aconseguit utilitzant una barreja d'ocre vermell (hematites), cola animal i sang. Representen figures humanes i animals, juntament amb tambors de bronze, ganivets, espases, campanes i vaixells. Les figures humanes solen tenir entre 60 centímetres i 150 centímetres d'alçada, malgrat una arriba als 3 metres.
Es creu que les pintures daten d'entre 1800 i 2500 (entre el segle V aC i el segle II), o bé entre 1600 i 2400 anys. El període de les seves creacions, per tant, sembla haver acabat a la dinastia Han en la història de la Xina. Moltes de les pintures es pensa que il·lustren la vida i els rituals de l'antic poble Luoyue, habitants la vall del riu Zuo durant aquest període, i que es creu que són els avantpassats dels actuals Zhuang. No obstant això, recents datacions amb carboni suggereixen que les pintures més antigues es van fer fa uns 16.000 anys mentre que les més properes tenen al voltant de 690 anys.